# Vologases VI
Vologases VI (ook wel gespeld als Vologaeses of Vologeses en in Perzisch als Valakhs) was koning van de Parthen van 207 tot 228. In oudere literatuur wordt hij vaak aangeduid als Vologases V.
Toen Vologases V in 207 stierf, brak er onder zijn zoons een strijd uit om de Parthische troon. Vologases VI was aanvankelijk de machtigste van de broers en wist de troon voor zich te bemachtigen, hoewel zijn regering altijd betwist is gebleven. Vooral met zijn broer Artabanus IV, die als koning van Medië officieel een vazal van Vologases was, maar vanaf ca 213 snel in macht toenam, had Vologases veel te stellen. Mede hierdoor was hij niet in staat het verval van het Parthische rijk, dat zich onder zijn voorgangers had ingezet, een halt toe te roepen.
In 215 kwam Vologases in conflict met de Romeinse keizer Caracalla. De aanleiding voor het conflict was dat de Armeense prins Tiridates en de filosoof Antiochus, die door Caracalla gezocht werden, naar Parthië waren gevlucht. Caracalla verzocht Vologases om hun uitlevering, maar deze weigerde aanvankelijk. Toen Caracalla echter dreigde met zijn legers Parthië binnen te vallen, leverde Vologases Tiridates en Antiochus alsnog uit, omdat hij niet in oorlog wilde raken met de Romeinen nu hij in zijn eigen land al zo onder vuur lag.
Een jaar later vielen de Romeinen alsnog Parthië binnen. De aanleiding vormde de weigering van Artabanus IV zijn dochter aan Caracalla ten huwelijk te geven. Uit het feit dat Caracalla juist om de hand van Artabanus' dochter vroeg, kan worden opgemaakt dat diens invloed inmiddels groter was dan die van Vologases. De Romeinse troepen veroverden een deel van Parthië, maar in 217 kwam een abrupt einde aan de veldtocht doordat Caracalla door zijn eigen leger vermoord werd.
Artabanus had inmiddels langzaam maar zeker de macht overgenomen in Parthië. Vologases werd in het nauw gedrongen in Babylonië en regeerde daar over nog maar een klein gebied. Ondertussen bleek Artabanus niet in staat weerstand te bieden aan Ardashir I, die tegen Parthië in opstand was gekomen. In 224 versloeg Ardashir Artabanus, in 226 veroverde hij de Parthische hoofdstad Ctesiphon en doodde hij Artabanus. Daarmee kwam een einde aan het Parthische rijk.
Vologases was niet bij machte iets te ondernemen tegen Ardashir. Er zijn nog in Babylonië geslagen munten van hem gevonden uit 228. Vermoedelijk is Vologases dan ook in dat jaar overleden.

## Antieke bronnen
- Cassius Dio, lxxviii, 12, 19-21, lxxix, 1-3